# Pule (Selogiri)
Pule is een bestuurslaag in het regentschap Wonogiri van de provincie Midden-Java, Indonesië. Pule telt 2904 inwoners (volkstelling 2010).